# Iglesia de San Juan de Letrán (Valladolid)
La iglesia de San Juan de Letrán es una iglesia situada en Valladolid, construida entre los siglos XVII y XVIII y muy conocida por su fachada barroca.

## Historia

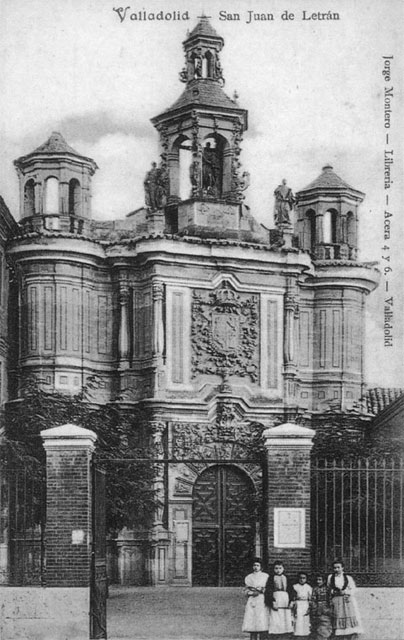
La iglesia a principios del

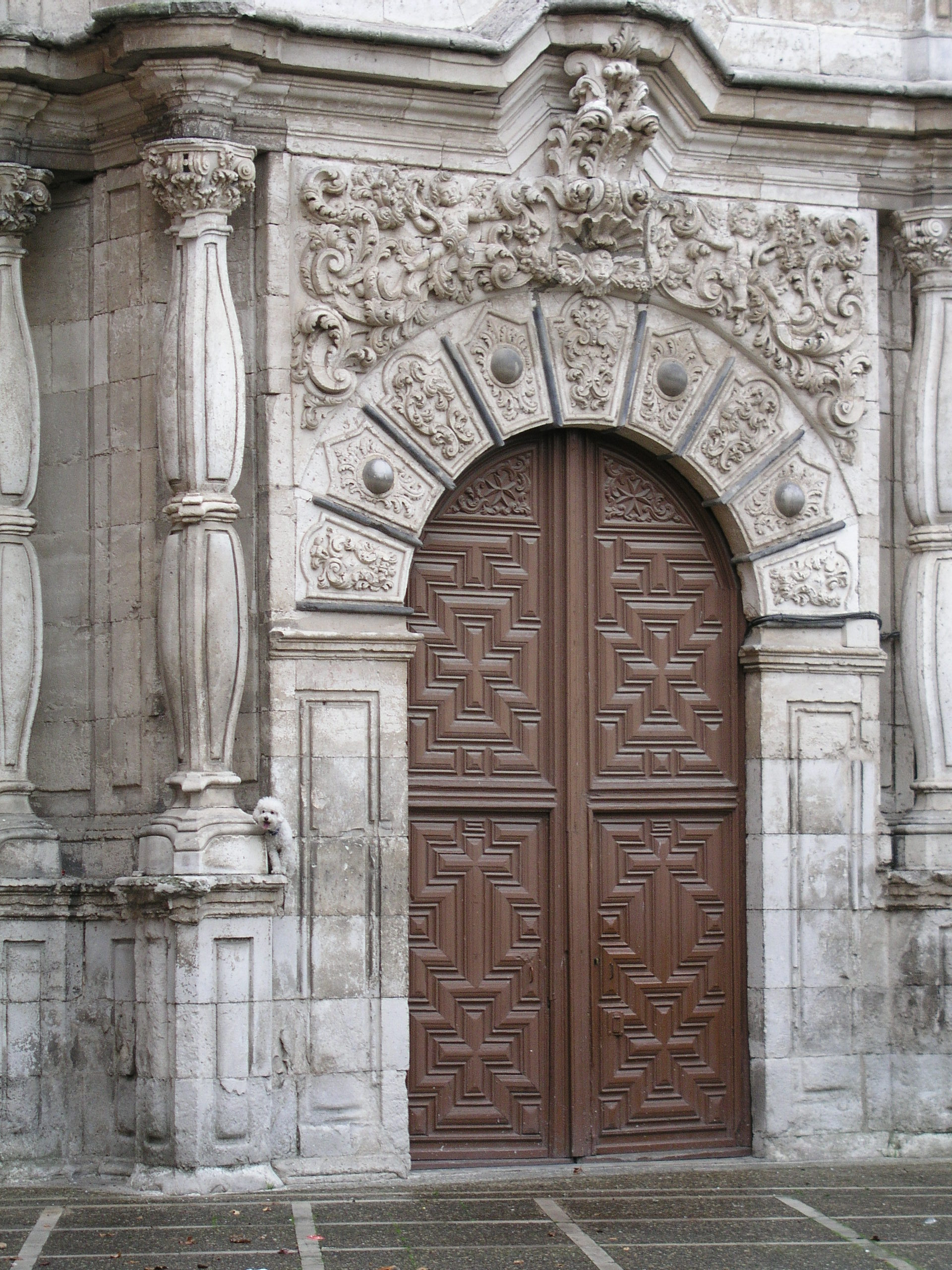
Puerta de la iglesia

El origen del edificio es un asilo para trece pobres (recordando el número formado por Jesucristo y sus discípulos), fundado en 1550 por Hernando de Dios, según el historiador Manuel Canesi. Tras morir Hernando de Dios, el patronato pasó a otras personas que lo acabaron cediendo a Carlos I, pasando a ser templo de patronato regio.
La iglesia actual se comenzó a construir en 1675. Su planta es muy convencional: una nave con crucero de brazos cortos, cubierto todo con bóvedas de cañón con lunetos, salvo el crucero, con cúpula. Está construida con piedra, ladrillo y tapial. Las obras quedaron interrumpidas poco tiempo después, sin haberse concluido la iglesia.
Hacia 1729, la construcción se retoma con mucho ímpetu gracias a varias donaciones por parte de personas pudientes. Las obras estuvieron a cargo de Matías Machuca, en aquel entonces Arquitecto Municipal de Valladolid. De este momento datan las interesantes yeserías de la nave, que poseen gran relieve y dinamismo, como es propio de esta época del Barroco más exaltado.

## Descripción

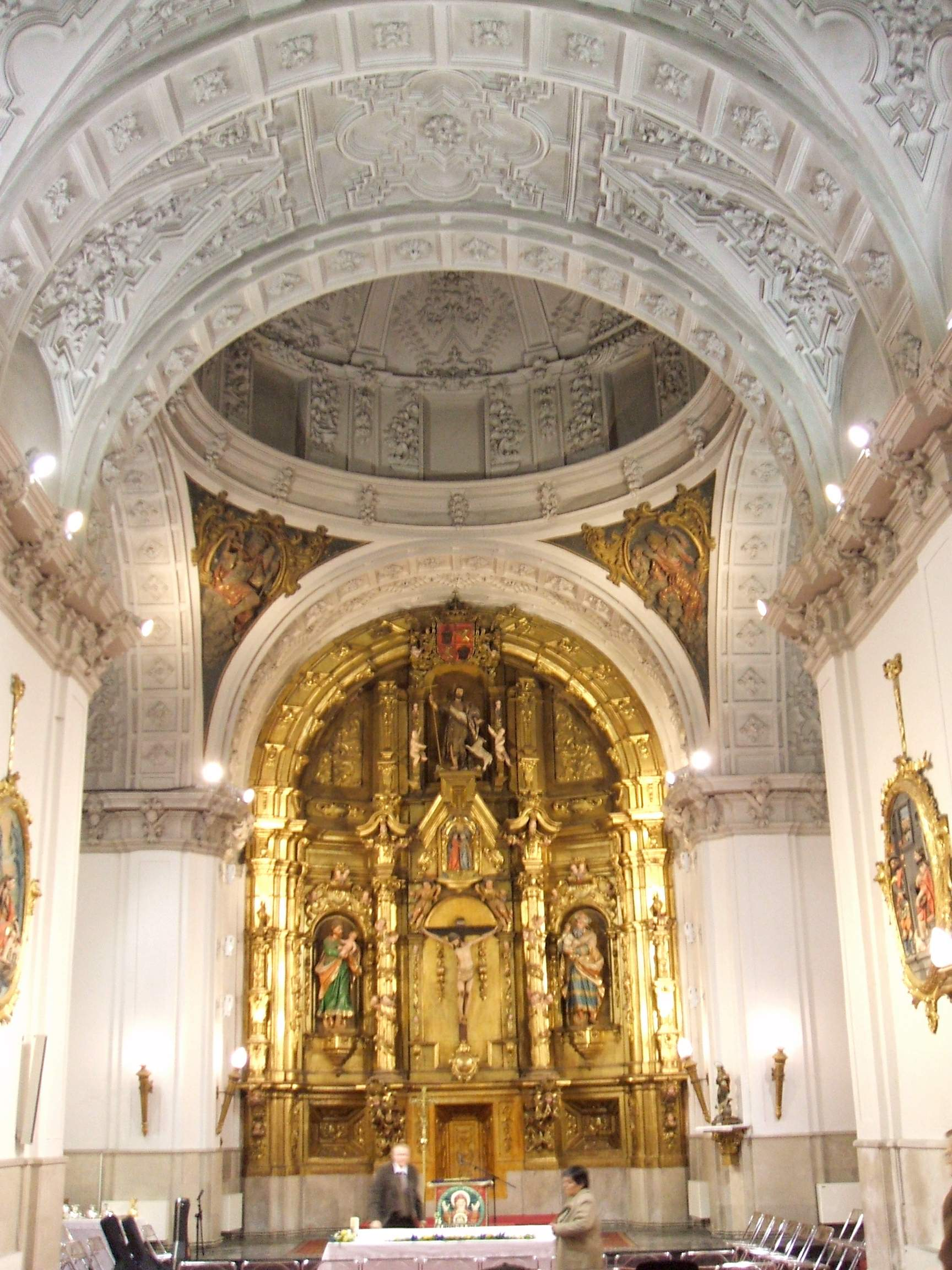
Aspecto del interior

De esta época (hacia 1730) data la fachada principal, sin duda lo más interesante del edificio. Está trazada por Matías Machuca y es quizás el mejor exponente del Barroco dieciochesco en Valladolid. Está orientada hacia el Parque del Campo Grande y posee una planta muy movida, con acusadas convexidades y concavidades, lo que genera gran dinamismo. Los cuerpos laterales, cilíndricos, decorados con numerosas pilastras cajeadas que cubren toda la superficie, se coronan con sendos templetes para las campanas. El cuerpo central tiene dos pisos. En el bajo, se dispone la puerta, con arco de medio punto, que muestra una importante decoración a base de rocallas y motivos vegetales en las dovelas y las enjutas. Este primer piso se flanquea con dos pares de columnas de fuste bulboso y formas blandas. Las basas están esculpidas de manera que están deformadas, como si se estuvieran derritiendo, lo que contribuye a dar dinamismo a la fachada, emparentándola con el Rococó. En el piso segundo, se dispone, también flanqueado por dos pares de columnas bulbosas como las del piso bajo, el escudo real de España (debido al patronato real), rodeado de una abigarrada decoración en la que se encuentran motivos vegetales, angelitos y trofeos de guerra, con cañones, lanzas o morteros. Se remata con un templete en el que se aloja una buena escultura de San Juan Bautista, flanqueado por la Fe y la Caridad.
Debido a la intensa personalidad barroca de esta fachada, ha recibido históricamente muchas críticas de personas formadas en un ambiente académico. Así, Antonio Ponz la califica de original aborto de la doctrina de Churriguera o Agapito y Revilla, de tontería barroca. Sin embargo, superados los prejuicios contra el Barroco castizo, es indudable la alta calidad de esta fachada.
El hospital se extinguió durante la Guerra de la Independencia Española. Desde 1899 hasta hace unos años, el edificio fue capilla de las Madres Reparadoras.
La iglesia es actualmente el centro neocatecumenal diocesano.
La iglesia fue profundamente restaurada por la Fundación de Patrimonio Histórico, iniciándose el proyecto en 2011 y concluyendo en abril de 2014. Se procedió a la limpieza de la fachada, recuperación del rasante original, eliminación de una cubierta de tejas en una de las cornisas y recolocación de los remates de los chapiteles.